# Hatschekia pacifica
Hatschekia pacifica är en kräftdjursart som beskrevs av R. Cressey 1970. Hatschekia pacifica ingår i släktet Hatschekia och familjen Hatschekiidae. Inga underarter finns listade i Catalogue of Life.